# Merindad de Sotoscueva
Merindad de Sotoscueva es un municipio español situado en la comarca de Las Merindades, en la provincia de Burgos, comunidad autónoma de Castilla y León. Tiene un área de 153,35 km² con una población de 412 habitantes (INE 2024) y una densidad de 2,69 hab/km². La capital está en Cornejo.

## Geografía

### Ubicación
La Merindad de Sotoscueva se extiende por el cuadrante noroccidental de la comarca de Las Merindades.
| Noroeste: Cantabria               | Norte: Espinosa de los Monteros                                   | Noreste: Espinosa de los Monteros                    |
| Oeste: Merindad de Valdeporres    |                                                                   | Este: Merindad de Montija                            |
| Suroeste: Merindad de Valdeporres | Sur: Merindad de Valdeporres y Villarcayo de Merindad de C. la V. | Sureste: Villarcayo de Merindad de Castilla la Vieja |

Componen este municipio 25 núcleos de población, de los cuales 21 son entidades locales menores (ELM):
- Ahedo de Linares (ELM)
- Barcenillas de Cerezos (ELM)
- Bedón (ELM)
- Butrera (ELM)
- Cogullos (ELM)
- Cornejo (ELM), capital del municipio.
- Cueva de Sotoscueva (ELM)
- Entrambosríos (ELM)
- Hornillalastra (ELM)
- Hornillalatorre
- Hornillayuso (ELM)
- Linares (ELM)
- Nela
- Parte de Sotoscueva (La) (ELM)
- Pereda (ELM)
- Quintanilla-Sotoscueva (ELM)
- Quintanilla-Valdebodres (ELM)
- Quintanilla del Rebollar (ELM)
- Quisicedo (ELM)
- Rebollar (El)
- Redondo (ELM)
- Sobrepeña
- Vallejo de Sotoscueva (ELM)
- Villabáscones de Sotoscueva (ELM)
- Villamartín de Sotoscueva (ELM)

## Historia
Es primera vez mencionada en la Carta de Repoblación Pressura del Abad de Taranco en el año 800. Y tiempo después en 816 el conde Gundesindo donó entre otros muchos en la zona Oriental de Ducado de Cantabria terrenos de Sotoscueva al monasterio de San Vicente de Fístoles.
A partir del año 860 queda bajo el señorío del conde Rodrigo formando parte del Condado de Castilla, zona fronteriza erizada de fortalezas que protegía la entrada de los invasores sarracenos.
Una de las siete Merindades de Castilla Vieja, perteneciente al Corregimiento de las Merindades de Castilla la Vieja. con 28 lugares, todos bajo jurisdicción de realengo y dividida en seis partidos:
- Partido de Cornejo, con 1 lugar: Cornejo.
- Partido de las Cinco Villas, con 5 lugares: Bedón, Butrera, Hornillalastra, Hornillayuso y Pereda.
- Partido de la Sonsierra, con 8 lugares: Barcenillas de Cerezo, Cerezos,[5] Herrera y Redondo, Hornillaparte, Hornilla la Torre, Quintana del Rebollar, Quintanilla y El Rebollar y El Rebollar.
- Partido de Valle de Sotoscueva, con 7 lugares: Cueva, Entrambosríos, La Parte, Quisicedo, Quintanilla Sotoscueva, Vallejo y Villabáscones.
- Partido de Valdebodres, con 6 lugares: Ahedo de Linares, Cogullos, Linares, Nela, Quintanilla-Valdebodres y Sobrepeña.
- Partido de Villamartín, con 1 lugar: Villamartín.

## Demografía
Merindad de Sotoscueva cuenta con una población de 412 habitantes (INE 2024).
| Gráfica de evolución demográfica de Merindad de Sotoscueva entre 1842 y 2021 |
| |
| Población de derecho según los censos de población del INE. Población de hecho según los censos de población del INE.En este censo se denominaba Merindad de Sotos Cueva: 1842. |

| 1981 | 1986 | 1991 | 1996 | 2001 | 2006 | 2011 |
| ---- | ---- | ---- | ---- | ---- | ---- | ---- |
| 857  | 776  | 711  | 652  | 569  | 487  | 512  |

### Consorcio de las Siete Juntas del Valle de Sotoscueva
Adaptación de la Casa de Juntas del Valle de Sotoscueva para Museo Etnográfico.
La MERINDAD DE SOTOSCUEVA: se encuentra situado en la comarca de Merindades, a 96 km de Burgos, abarca una extensión de 153 km² y cuenta con una población aproximada de 520 habitantes, el valle de Sotoscueva formado por: La Parte, Entrambosrios, Vallejo, Quintanilla Sotoscueva, Quisicedo, Villabáscones y Cueva.
La Parte de Sotoscueva: se encuentra situado en la comarca de Merindades, a 101 km de Burgos y cuenta con una población aproximada de 24 habitantes. Es un pueblo enclavado en una ladera y que también tiene su juego de bolos, como muchos pueblos de Sotoscueva. Por su situación es el pueblo más cercano al túnel de la Engaña. Se puede acceder por pista o carretera.
Entrambosrios está situado en la comarca de Merindades, a 105 km de Burgos y cuenta con una población aproximada de 42 habitantes. La iglesia parroquial está dedicada a San Bartolomé y sus fiestas patronales se celebran el 24 de agosto. En un cruce de caminos hay una pequeña ermita, la ermita Royal que en su origen fue limosnera o humilladero y se encuentra a 1 km al sur del pueblo. Es una construcción abundante en Sotoscueva y que revela el espíritu religioso de los antiguos moradores de esta zona. El día de la romería es el día 24 de agosto, como patrono San Bartolomé.
Vallejo de Sotoscueva se encuentra situado en la comarca de Merindades, a 101 km de Burgos y cuenta con una población aproximada de 23 habitantes. La fiesta patronal está dedicada a San Blas y se celebra el 3 de febrero. Se realiza una misa en su honor y se sirve allí mismo un aperitivo preparado por las mujeres de la localidad.
Quintanilla de Sotoscueva se encuentra situado en la comarca de Merindades, a 101 km de Burgos y cuenta con una población aproximada de 48 habitantes. En el centro del pueblo se encuentra el recinto donde hasta hace pocos años se celebraba el baile, también se encuentra en el mismo lugar una fuente abrevadero y una bolera un poco deteriorada.
Quisicedo se encuentra situado en la comarca de Merindades, a 101 km de Burgos y cuenta con una población aproximada de 80 habitantes. El día de la romería es el día 25 de julio, como patrón Santiago.
Villabáscones se encuentra situado en la comarca de Merindades, a 101 km de Burgos y cuenta con una población aproximada de 39 habitantes. Villabáscones está enclavado en la ladera del monte, para llegar hay que atravesar el ferrocarril de la Robla. La iglesia del siglo XVIII está dedicada a San Esteban y el reloj de la fachada de la torre está fechado en 1775. Está formada por una nave rectangular y en su interior se encuentra llena de lápidas de enterramientos. Su nombre significa granja de vascos, probablemente fue repoblada con vascones (navarros). En el pueblo existen fuentes, abrevadero y lavaderos de ropa típicos de las zonas rurales. En el pueblo existieron dos escuelas, una municipal y otra que junto con una vivienda pertenecían a una Fundación Fernández, que en la actualidad se encuentran en estado de semi ruina. En la parte baja del pueblo, en el centro de la pradera, se encuentra la ermita de San Roque, donde se celebra la festividad de San Roque, su patrón, y la de San Isidro Labrador, segunda fiesta patronal del Ayuntamiento de la Merindad de Sotoscueva. La Necrópolis de San Félix se encuentra dentro de la Dehesa de Villabáscones, por donde se puede acceder a ella, así como también desde el pueblo de Quintanilla. Probablemente esta necrópolis fue el lugar donde habitaron los primeros pobladores de este pueblo. Consta de enterramientos múltiples de personas mayores y pequeñas, todas ellas son tumbas antropomorfas excavadas en la roca y algunas de ellas todavía conservan la tapa o laja de piedra, están datadas a partir del siglo XI.
Cueva se encuentra situado en la comarca de Merindades, a 100 km de Burgos y cuenta con una población aproximada de 51 habitantes. Está ubicado al pie del Santuario de San Bernabé. Por este pueblo cruza el río Guareña que es tragado por el sumidero que está al pie del Santuario.

## Monumentos y lugares de interés
- El complejo kárstico de Ojo Guareña, declarado "Monumento Natural", es con sus más de 110 km de desarrollo, el segundo más extenso de España, uno de los más ricos arqueológicamente y está entre los quince mayores del mundo. En el interior se han recogido muestras de todas las culturas: restos humanos, grabados, pinturas rupestres y restos de cerámicas y armas. Además de su riqueza arqueológica, el interior de Ojo Guareña posee espectaculares formaciones geológicas y una peculiar fauna con ejemplares de invertebrados únicos en el mundo.

- Sumidero del río Guareña. Por este famoso "ojo" se introduce en los materiales calizos del Cretácico, uno de los dos ríos permanentes que dan lugar al complejo de simas, galerías, ríos y lagos subterráneos conocido como Ojo Guareña.

- En el  cañón del Río Trema, aparecen Las Diaclasas, en Cornejo, son un conjunto de grietas verticales por las que se incorpora, al sistema Ojo Guareña, el río Trema, principal fuente de agua del complejo. Además de las Diaclasas, existen en Cornejo una serie de sumideros y surgencias fósiles (Al no recibir o verte agua en las fechas actuales) de gran importancia como Covaneria, con un yacimiento en un enterramiento altomedieval y una impresionante sala de acceso, la sima de huesos, que accede verticalmente al centro del complejo de Ojo Guareña Prado Vargas, dónde recientemente han aparecido restos fósiles del Hombre de Neardental datados hace 46 000 años, Cueva Cornejo, Covalamina, Cueva Cornejo y la cueva de los Tres Reyes, situada junto a uno de los numerosos senderos que atraviesan Cornejo.

- Ermita de San Bernabé, en cueva: posee pinturas murales datadas en los siglos XVII y XVIII que escenifican los martirios y milagros de San Tirso.
- Tumbas antropomórficas, en Villabáscones.
- Iglesia de Santiago en Quisicedo: templo de los siglos XII, XVIII y XIX, con ábside románico semicircular del siglo XII.
- Torreón de los Velasco en Quisicedo
- Iglesia de San Juan en Cornejo, la más grande de la Merindad con un excelente retablo neoclásico del siglo XIX que representa escenas de la vida de San Juan.Posee una planta de cruz latina, un alto campanario, donde se puede escuchar voltear sus campanas los días señalados y una antigua capilla adherida de construcción anterior. Dispone además de una tosca pila bautismal románica sin talla alguna de grandes dimensiones.
- Cascada de la Mea, en Quintanilla Valdebodres.

### Otros lugares cercanos
A poca distancia del municipio se encuentran interesantes lugares a visitar, como el embalse del Ebro, que baña las tierras de Arija y del Valle de Valdebezana; el puente natural de Puentedey y la boca sur del túnel de la Engaña (cerrado), en la Merindad de Valdeporres; o la estación de esquí de Lunada, en Espinosa de los Monteros.